# Lains
Lains ist eine Ortschaft und eine Commune déléguée in der französischen Gemeinde Montlainsia mit 62 Einwohnern (Stand 1. Januar 2022) im Département Jura in der Region Bourgogne-Franche-Comté.

## Geografie
Die Commune déléguée Lains umfasst eine Fläche von 9,81 km² und grenzt im Norden an Montrevel, im Nordosten an La Boissière, im Osten an Dramelay und Dessia, im Südosten an Valfin-sur-Valouse und Charnod, im Süden an Villeneuve-lès-Charnod, im Südwesten an Montagna-le-Templier und im Westen an Saint-Julien.

## Geschichte
1790–94 übernahm Lains die bisherige Gemeinde Écreux.
Am 1. Januar 2017 wurde die Gemeinde Lains mit Dessia und Montagna-le-Templier zur neuen Gemeinde Montlainsia zusammengeschlossen. Sie gehörte zum Arrondissement Lons-le-Saunier und zum Kanton Saint-Amour.

### Bevölkerungsentwicklung
| 1962 | 1968 | 1975 | 1982 | 1990 | 1999 | 2006 | 2017 |
| ---- | ---- | ---- | ---- | ---- | ---- | ---- | ---- |
| 142  | 122  | 99   | 83   | 64   | 77   | 79   | 80   |

|  |  |